# Raab-Katzenstein RK 12
Die Raab-Katzenstein RK 12 Motte sollte ein geplanter Lizenzbau der De Havilland Aircraft Company DH60 Moth in Deutschland durch die Raab-Katzenstein-Flugzeugwerke im Jahr 1927 werden, der an der Musterzulassung der DVL scheiterte.

## Entwicklung
Seit 1927 bemühte sich Antonius Raab um Vertriebspartnerschaften mit ausländischen Flugzeugherstellern. Mit dem englischen Flugzeughersteller De Havilland vereinbarten die Raab-Katzenstein Flugzeugwerke die wechselseitigen Rechte zum Vertrieb und zum Lizenzbau im jeweiligen Heimatland. Im Oktober 1927 kam eine spezielle Vereinbarung zwischen beiden Unternehmen zustande, die den Raab-Katzenstein Werken Vertriebs- und Nachbaurechte für das erfolgreiche De Havilland Sportflugzeug DH60 Moth in Deutschland, Österreich und Ungarn gewährte.
Für die Vermarktung in Deutschland erhielten die bei Raab-Katzenstein gefertigten DH60 die Bezeichnung Raab-Katzenstein RK 12 Motte. Als Mustermaschine lieferte De Havilland 1928 eine DH60X, WNr. 445 ohne Motor. Für die Motorisierung der RaKa RK12 schloss Raab einen weiteren Lizenzvertrag mit dem englischen Motorenhersteller ADC bzw. Cirrus Aero Engines über den Vertrieb des 75 PS starken Cirrus Mk.II bzw. des stärkeren 85-PS-Cirrus Mk.III Motors. Vermutlich wurde die in England gefertigte DH60 mit Cirrus-Motor 1928 für die deutsche Musterzulassung durch die DVL verwendet. Allerdings konnte die Konstruktion der DH60 nicht die Festigkeitsanforderungen für deutsche Sportflugzeuge erfüllen. Der Lizenzbau der DH60 wurde daraufhin aufgegeben.

## Bau und Vertrieb
Laut Pressemeldungen soll der Bau von bis zu 20 RaKa RK12 bei Raab-Katzenstein bereits Ende 1927 aufgenommen worden sein. Ein Werknummernkreis dafür lässt sich im Werknummernverzeichnis der Raab-Katzenstein Werke nicht identifizieren. Allerdings wurde die RaKa RK12 in der Raab-Katzenstein Preisliste im Frühjahr 1928 zu einem Stückpreis von 14100 RM angeboten. Der Verkauf erfolgte allerdings ausschließlich für eine Zulassung der Flugzeuge im Ausland.
Eine eingeschränkte Musterzulassung für die DH60 in Deutschland erteilte die DVL erst 1929. Inzwischen war die Fa. Albert Friedrich in Berlin in die Vertriebspartnerschaft mit De Havilland für Deutschland eingetreten. Über Friedrich wurden in der Folgezeit zahlreiche DH60G mit Gipsy-Motoren aus England nach Deutschland eingeführt.

## Technische Daten
| Kenngröße             | DH60X | RK 12              |
| --------------------- | ----- | ------------------ |
| Besatzung             | 2     | 2                  |
| Spannweite            |       |                    |
| Länge                 |       |                    |
| Höhe                  |       |                    |
| Flügelfläche          |       |                    |
| Flächenbelastung      |       |                    |
| Leistungsbelastung    |       |                    |
| Leermasse             |       |                    |
| Zuladung              |       |                    |
| Startmasse            |       |                    |
| Höchstgeschwindigkeit |       |                    |
| Gipfelhöhe            |       |                    |
| Aktionsradius         |       |                    |
| Antrieb               |       | 75 PS Cirrus Mk.II |